# 枚岡神社

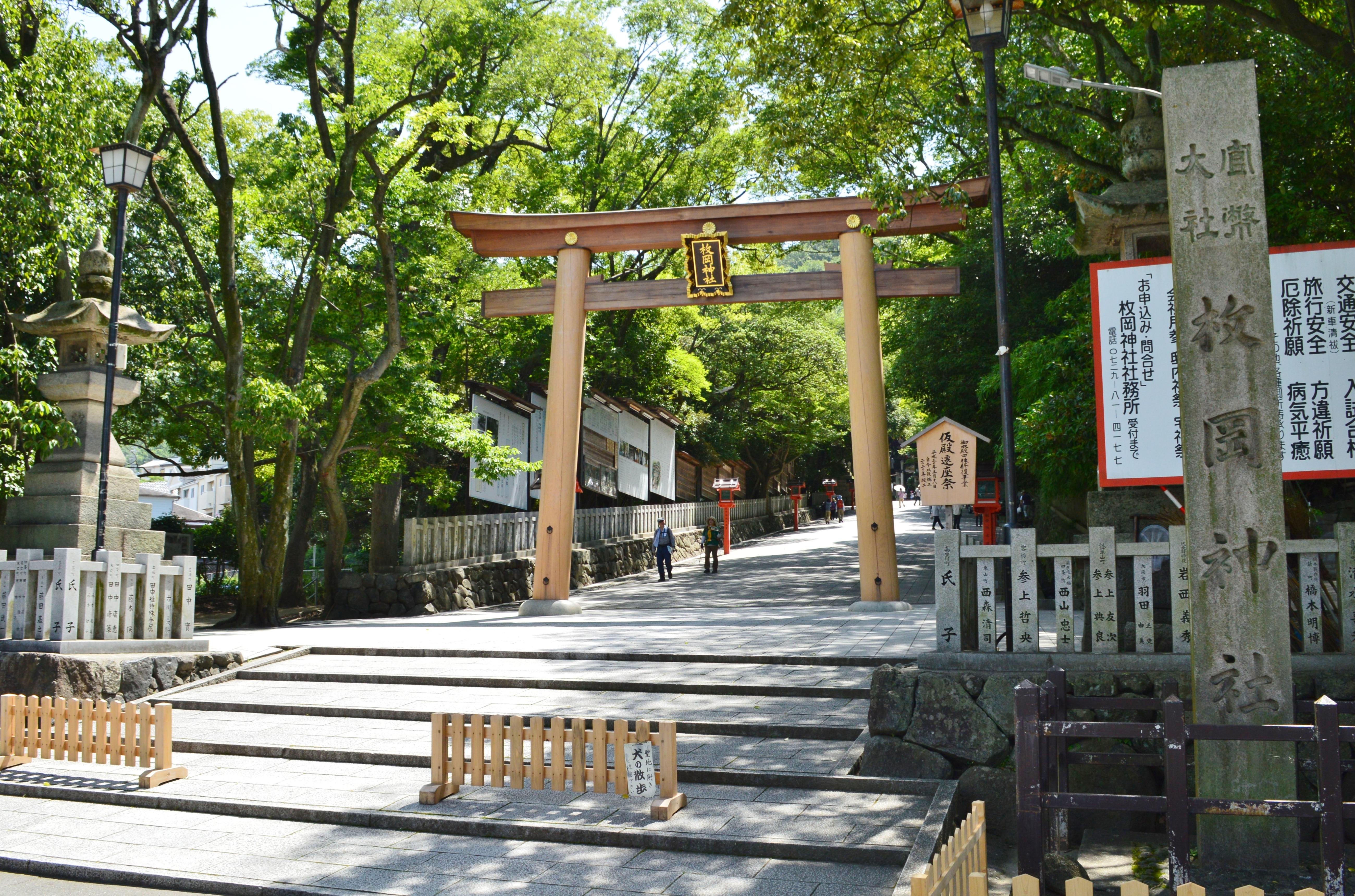
二の鳥居

枚岡神社（ひらおかじんじゃ）は、大阪府東大阪市出雲井町（いずもいちょう）にある神社。式内社（名神大社）、河内国一宮。旧社格は官幣大社で、現在は神社本庁の別表神社。

## 概要
大阪府東部、生駒山地西麓において西面して鎮座する。後背山上の神津嶽における山岳信仰に始まるとされ、中臣氏の祖の天児屋根命を主祭神とする中臣氏の氏神として知られる。
中臣氏から分かれた藤原氏が氏神として春日大社を創建した際には、祭神4柱のうち2柱として当社の天児屋根命・比売神の分霊が勧請されており、それに由来して「元春日」とも称される。その後も藤原氏の繁栄に伴って崇敬を高め、平安時代に神階は正一位勲三等の極位に達している。中世以降は河内国の一宮として崇敬され、明治維新後は近代社格制度では最高位の官幣大社に位置づけられた全国的にも有力な古社である。
本殿は春日大社と同様に春日造4棟からなり、東大阪市指定有形文化財に指定されている。また多くの祭祀を現在まで継承しており、特殊神事のうちでは粥占神事が大阪府選択無形民俗文化財に選択され、注連縄掛神事が東大阪市指定無形民俗文化財に指定されている。

## 社名
枚岡神社の社名について、史料には主なものとして次の呼称が見える。
- 天児屋根命 - 『続日本後紀』[原 1][原 2]
- 平岡大神社 - 『続日本後紀』[原 3]
- 平岡神 - 『日本文徳天皇実録』[原 4]・『日本三代実録』[原 5][原 6]・『延喜式』四時祭上[原 7]
- 枚岡天児屋根命 - 『日本三代実録』[原 8]
- 枚岡神 - 『新抄格勅符抄』[原 9]・『日本三代実録』[原 10]
- 枚岡神社 - 『延喜式』神名帳[原 11]・臨時祭[原 12]
- 枚岡社 - 『延喜式』臨時祭[原 13]・四時祭下[原 14]

以上に見えるように、古代より社名には「枚岡」と「平岡」の字が併用されている。その傾向は近世まで踏襲され、現在に残る石標・燈籠にも「平岡」の用字が認められる。

## 祭神
現在の祭神は次の4柱。本殿4棟（第一・第二・第三・第四殿）に各1柱が祀られる。
- 第一殿：天児屋根命（あめのこやねのみこと） - 主神、中臣氏祖神。
- 第二殿：比売御神（ひめみかみ） - 天児屋根命の妻神。
- 第三殿：経津主命（ふつぬしのみこと、斎主命） - 香取神宮祭神。
- 第四殿：武甕槌命（たけみかづちのみこと、建御雷命） - 鹿島神宮祭神。

現在の祭神は4柱であるが、『続日本後紀』承和3年（836年）条を初見として古くは天児屋根命・比売神の2柱のみが認められる。祭神を4柱とする文献上初見は、『日本三代実録』貞観7年（865年）条の「平岡神四前」の記載になる。延長5年（927年）成立の『延喜式』神名帳での祭神の記載は4座。主神の天児屋根命の本地仏は地蔵菩薩。

### 祭神について

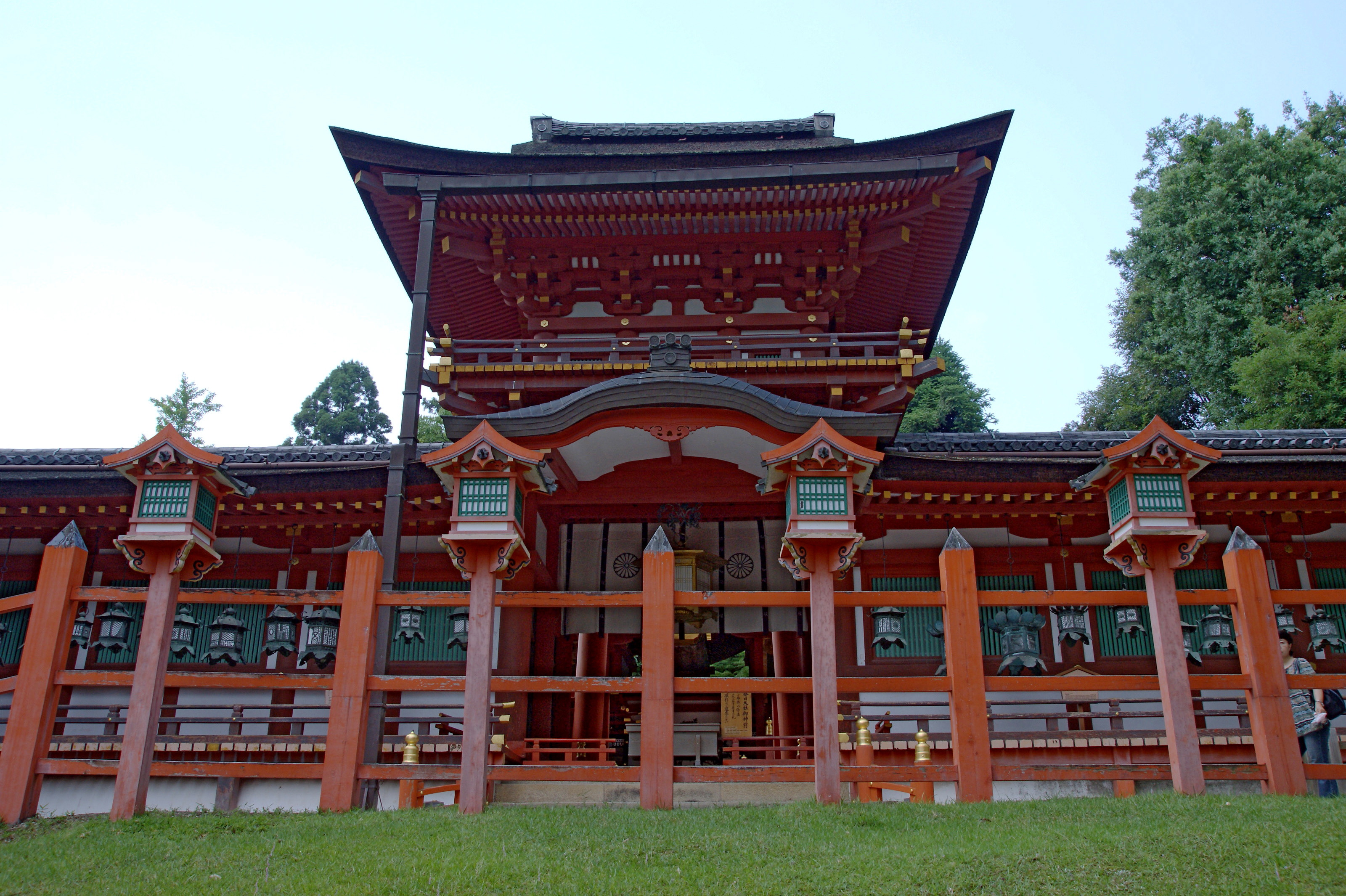
春日大社（奈良県奈良市）藤原氏の氏神社。創建に際して枚岡神社から天児屋根命・比売神の分霊が勧請され、それぞれ第三殿・第四殿に祀られている。

主祭神の天児屋根命（アメノコヤネ）は、古代氏族の中臣氏（なかとみうじ、中臣連）および中臣氏から分かれた藤原氏の祖神として知られる。『古事記』・『日本書紀』ではこの神について中臣神・中臣連等祖・中臣上祖と見え、天照大神の岩戸隠れの際に太玉命（忌部氏祖神）とともに神事を行なったことや、瓊瓊杵命（邇邇芸命）の天孫降臨の際に五部神（五伴緒）の1神として従ったことが記されている。『新撰姓氏録』では河内国に多くの中臣系氏族が見えるが、そのうちの平岡氏（平岡連）が当社の奉斎氏族とされる。
天児屋根命と並ぶ比売神は、天児屋根命の配偶神になる。祭神とする文献上初見は承和3年（836年）条。文献上で具体的な神名は知られないが、社伝では天美豆玉照比売命（あめのみづたまてるひめのみこと）とする。また文献上においては常に天児屋根命・比売神がペアとして記される点が注意される。『延喜式』「春日祭祝詞」では、藤原氏が氏神として春日大社（奈良県奈良市）を創建する際に枚岡坐天之子八根命（天児屋根命）と比売神の分霊を勧請したとし、現在も両神は春日大社の第三殿・第四殿に祀られている。
他の祭神2柱である経津主命（フツヌシ）と武甕槌命（タケミカヅチ）は、それぞれ香取神宮（千葉県香取市）と鹿島神宮（茨城県鹿嶋市）の主祭神である。当社祭神とする文献上初見は前述の貞観7年（865年）条。両神は、天児屋根命・比売神と同様に春日大社創建に際して勧請されているが（春日大社 第二殿・第一殿）、枚岡神社においても春日大社と同様に両神を勧請して2祭神から4祭神に改めたとされ、その時期は春日大社の創建年といわれる神護景雲2年（768年）から貞観7年（865年）の間に推定される（社伝では宝亀9年（778年）の合祀とする）。なお『日本三代実録』に見える河内国の弥加布都命神・比古佐自布都命神を当社の武甕槌命・経津主命に比定する説もある。

## 歴史

### 創建
社伝（『元要記』等）では、神武天皇即位前3年、神武東征に際して天種子命が勅命によって天児屋根命・比売神の2神を東方山上の神津嶽（かみつだけ）に奉斎したことに始まるとする。その後、白雉元年（650年）に平岡連（平岡氏）らが神津嶽から現在地に奉遷したという。
上記伝承に見える天種子命は、『日本書紀』神武天皇即位前紀において筑紫の菟狭国造の祖の菟狭津媛と結婚したと見える人物で、神武天皇の侍臣であり中臣氏の遠祖とされる。創建伝承の史実性は詳らかでないが、歴史考証上でも神津嶽における山岳信仰が創祀とされる。そしてその祭祀には当地の古代氏族である平岡氏があたったが、平岡氏と中臣氏が同族関係を結んだことで、祭神が中臣氏祖の天児屋根命になったとする説がある。
なお、『和名抄』に見える地名のうちでは当地は河内国河内郡の豊浦郷に比定されるが、隣郡の河内国讃良郡には枚岡郷（異本は牧岡郷）があり、同地を枚岡神社の始源地とする説がある。

### 概史

#### 古代
| 年    | 天児屋根命神               | 比売神                       |
| ----- | -------------------------- | ---------------------------- |
| 836年 | 従三位勲三等 →正三位勲三等 | 従四位下 →従四位上           |
| 839年 | 正三位勲二等 →従二位勲二等 | 従四位上 →正四位下           |
| 843年 | 従二位勲三等               |                              |
| 850年 | 従一位?                    | 正四位上?                    |
| 856年 | 従一位                     |                              |
| 859年 | 従一位勲三等 →正一位勲三等 | 正四位上勲六等 →従三位勲六等 |

『新抄格勅符抄』大同元年（806年）牒では、当時の「枚岡神」に神戸として河内国から4戸・丹波国から56戸の計60戸が充てられている。
国史では、天児屋根命・比売神の神階について承和3年（836年）に正三位勲三等・従四位上、承和6年（839年）に従二位勲二等ママ・正四位下 、天安3年（859年）に正一位勲三等・従三位勲六等に昇叙されたと見える。また斉衡3年（856年）に幣布24反を加えた記事や、貞観元年（859年）に祈雨祈祷に預かった記事、貞観7年（865年）に春日神（春日大社）・大原野神（大原野神社）に准じて春冬2祭における奉幣が例とされた記事等が見える。
延長5年（927年）成立の『延喜式』神名帳では河内国河内郡に「枚岡神社四座 並名神大 月次相嘗新嘗」として、4座が名神大社に列するとともに、朝廷の月次祭・相嘗祭・新嘗祭では幣帛に預かる旨が記されている。また『延喜式』臨時祭のうち、祈雨神祭条では祈雨神祭八十五座のうちに枚岡社四座と見えるほか、名神祭条では名神祭二百八十五座のうちに枚岡神社四座と見える。また『延喜式』四時祭上・下では、細かな祭料が規定されている。
『本朝世紀』・『日本紀略』によれば、その後も度々風雨・疫癘のため奉幣が行われた。また寛仁元年（1017年）には天皇即位の大奉幣に際して河内国からは恩知社（恩智神社）と当社が選ばれている。

#### 中世・近世
平安時代末期からは河内国の一宮として崇敬を受けたとされる。ただし、一宮格を示す史料としては永万元年（1165年）の「神祇官諸社年貢注文」に当社・恩智社・弓削社（弓削神社）を列記することが挙げられるが、一宮と明記する枚岡神社関係文書は中世期には無く、『大日本国一宮記』・『類聚既験抄』に記載が見えるのみになる。
建治元年（1275年）には西大寺の叡尊が衆僧100余人を率いて参詣し、蒙古襲来に対する大般若経の転読・講讃を行っている。

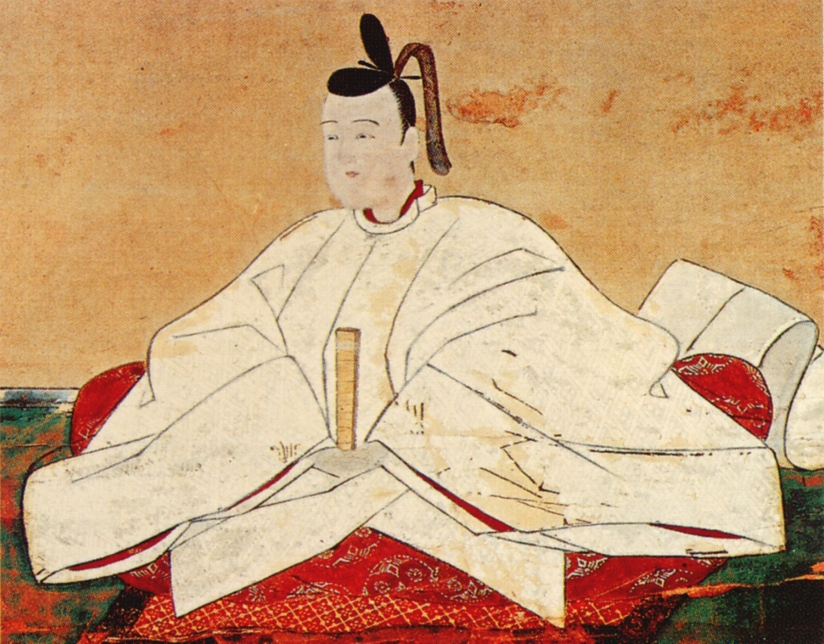
豊臣秀頼

天正2年（1574年）には神官の水走有忠と織田信長の間で合戦が生じ、社殿を焼失した。慶長7年（1602年）に豊臣秀頼によって本殿が再建され、11月には大明神橋が再興（擬宝珠が現存）されたほか、慶長8年（1603年）11月には釣灯籠が寄進され（現存）、慶長10年（1605年）には再興のためとして社領・山成が寄進された。慶長19年（1614年）10月には徳川家康による大坂の陣に伴って、京都所司代の板倉勝重が禁制三ヶ条を出している。
江戸時代には社領として豊浦村から5石9斗5升が寄せられていた。慶安元年（1648年）には、朱印状によって山林・竹木の伐採禁止および諸役免除が定められた。江戸時代を通じて幕府からの崇敬は薄かったが、文政9年（1826年）に氏子によって現本殿が造営されている。

#### 近代以降
明治維新後、明治4年（1871年）5月に近代社格制度において官幣大社に列した。
戦後、1948年（昭和23年）に神社本庁の別表神社に加列されている。

### 神階
- 天児屋根命に対する神階奉叙の記録[9]
  - 承和3年（836年）5月9日、従三位勲三等から正三位勲三等（『続日本後紀』）[原 1] - 表記は「天児屋根命」。
  - 承和6年（839年）10月29日、正三位勲二等ママから従二位勲二等ママ（『続日本後紀』）[原 2] - 表記は「天児屋根命」。
  - 承和10年（843年）6月8日時点、従二位勲三等（『続日本後紀』）[原 3] - 表記は「平岡大神社」。
  - 参考：嘉祥3年（850年）9月15日、従一位（『日本文徳天皇実録』）[原 19]
注）当該記事では春日社の建御賀豆智命・伊波比主命・天児屋根命・比売神の祭神4柱の神階が昇叙されている。元社と春日社は同時に叙位したとする説がある[10]。
  - 斉衡3年（856年）10月19日時点、従一位（『日本文徳天皇実録』）[原 4] - 表記は「平岡神」。
  - 天安3年（859年）1月27日、従一位勲三等から正一位勲三等（『日本三代実録』）[原 8] - 表記は「枚岡天児屋根命」。
- 比売神に対する神階奉叙の記録[9]
  - 承和3年（836年）5月9日、従四位下から従四位上（『続日本後紀』）[原 1] - 表記は「比売神」。
  - 承和6年（839年）10月29日、従四位上から正四位下（『続日本後紀』）[原 2] - 表記は「比売神」。
  - 参考：嘉祥3年（850年）9月15日、正四位上（『日本文徳天皇実録』）[原 19]
注）同上。
  - 天安3年（859年）1月27日、正四位上勲六等から従三位勲六等（『日本三代実録』）[原 8] - 表記は「枚岡比咩神」。

### 神職
枚岡神社の神職は、古代には平岡氏（ひらおかうじ、平岡連）が担ったとされる。平岡氏は中臣系氏族の1つで、『新撰姓氏録』では津速魂命十四世孫の鯛身臣の後裔とする。同録では河内国の中臣系氏族の多くが津速魂命（天児屋根命の上祖）の後裔に位置づけられており、天児屋根命の後裔とする中臣氏本宗とは性格を異にしている。
国史では、承和10年（843年）に「平岡大神社神主」らが把笏に預かる旨が、貞観7年（865年）に「平岡神主」1人に春冬当色軾料絹糸等を給する旨が見えるが、これら神主は平岡連が担ったと推測される。また社官組織としては『延喜式』に神主・物忌・禰宜・祝・弾琴・笛工・卜部2人・膳部8人の記載が認められるが、『類聚符宣抄』等によれば神主・物忌は大中臣氏（平岡氏）から補任されたと見られる。寛元3年（1245年）の文書によれば、白河院の時に紀命婦が補任されて以来に平岡氏以外も神主職に補任されるようになり、平岡氏内部でも為友流と頼保流に分かれて争ったという。
中世以降は、水走氏（みずはやし）が宮司を、鳥居氏が禰宜を担うようになった。水走氏は平岡氏の後裔を称する藤原姓氏族で、社務職・権神主職・権禰宜職等を世襲し、当社神官から中世在地領主（土豪）へと成長した。戦国時代には衰退したが、枚岡神社の神職としては江戸時代末期まで継続している。

### 社殿造営
15世紀後半頃の編述と推定される『御神徳記』では、天喜4年（1056年）・寛治5年（1091年）・宝治元年（1247年）・元徳2年（1330年）に社殿焼失や遷宮のことがあったという。また同書によれば室町時代には衰微していたが、文明7年（1475年）に氏子によって再興されたという。
天正7年（1579年）には織田信長の兵火で本殿や摂・末社17社を焼失。その後、慶長7年（1602年）に豊臣秀頼によって再建された。明暦2年（1656年）の絵図には秀頼の再建当時という境内・堂塔の様子が描かれている。それから下り、江戸時代の文政9年（1826年）に現本殿が造営されている。
また、神宮寺としては神護寺・元古庵・平岡寺・法蓮庵・来迎寺・真堂寺の6寺があった。神護寺と平岡寺は創建が中世まで遡るとされる。

## 境内

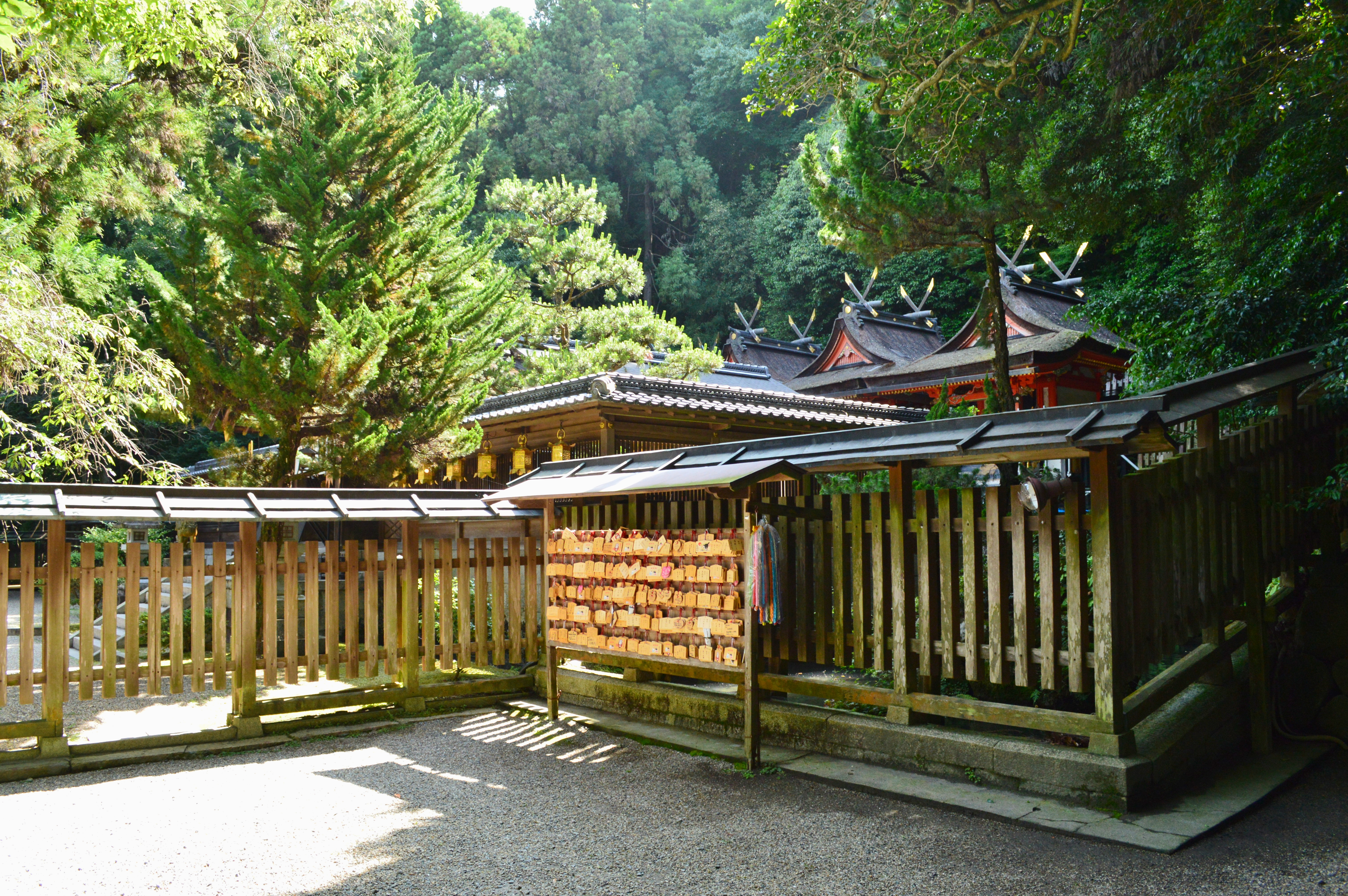
本殿・透塀

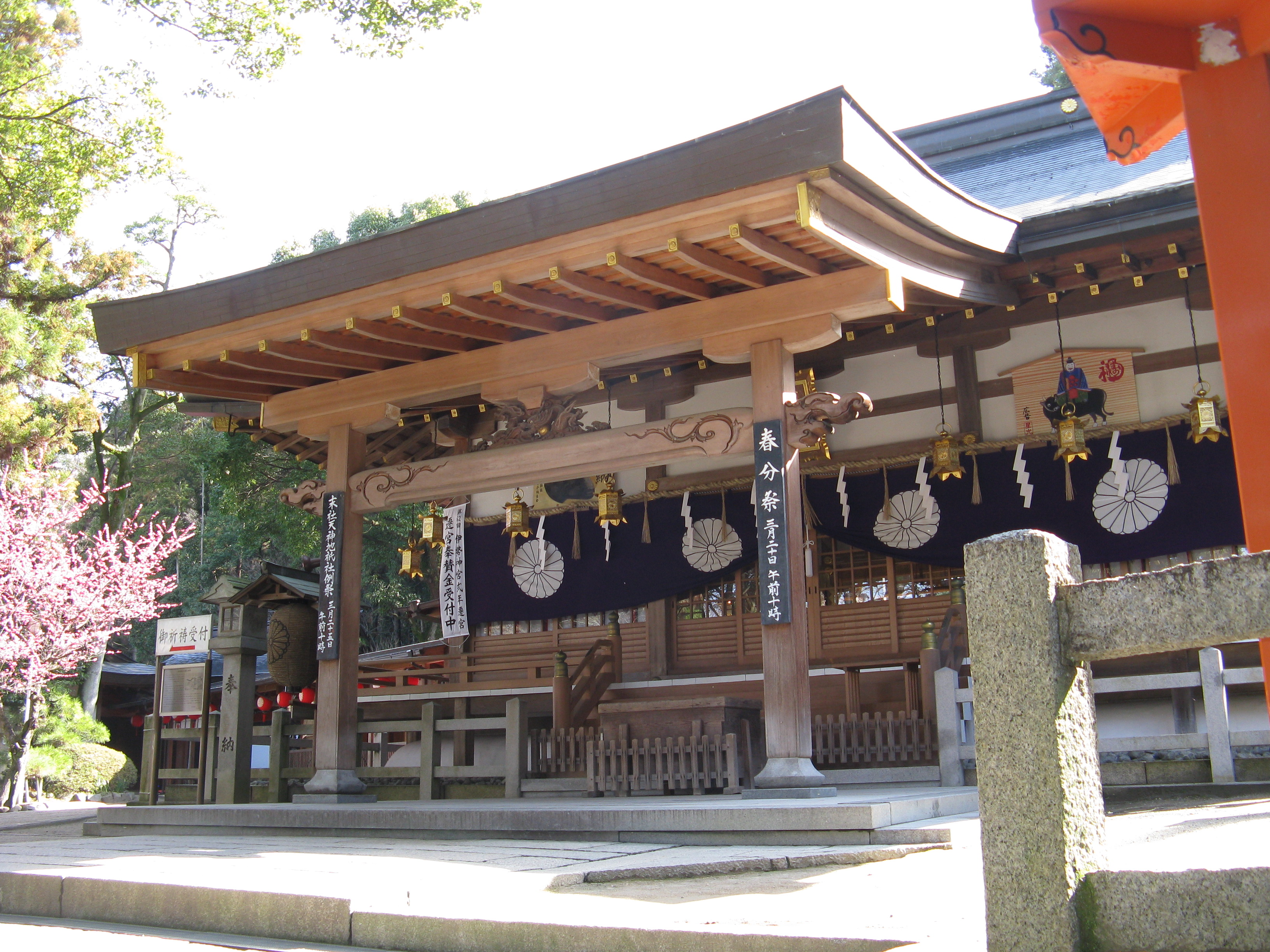
拝殿

- 本殿 - 4棟からなっている。中門・透塀に囲まれた神域において、参道と正対する南北方向に南から第二殿（比売御神）・第一殿（天児屋根命）・第三殿（経津主命）・第四殿（武甕槌命）が一列に並ぶ。各殿とも形式は一間社春日造で、屋根は檜皮葺であり、特に第一殿・第二殿には古材が多く残される。春日大社本殿と似た様相であるが、本社殿の場合には4棟は独立する。古代以来の伝統の堅持は見られないが、蟇股・虹梁・木鼻に江戸時代後期-末期の特色を良く示す建物とされる[13][12]。
  - 第一殿（東大阪市指定有形文化財） - 文政9年（1826年）再建。
  - 第二殿（東大阪市指定有形文化財） - 文政9年（1826年）再建。
  - 第三殿（東大阪市指定有形文化財） - 文政9年（1826年）再建。
  - 第四殿（東大阪市指定有形文化財） - 文政9年（1826年）再建。
- 中門
- 拝殿 - 1879年（明治12年）再建。旧官幣大社の社格に合わせて造営された[13]。屋根は銅板葺（かつては檜皮葺）で、扁額「枚岡神社」は三条実美の筆[14]。
- 御竃殿
- 鶏鳴殿（社務所）
- 参集所
- 斎館 - 1936年（昭和11年）の造営で、社務所として建てられたもの。現在は斎館として使用される[13][14]。
- 枚岡梅林（東大阪市指定名勝） - かつて枚岡神社神宮寺の黄檗宗神護寺が所在した場所。1873年（明治6年）の神護寺廃寺ののち、豊浦村有志が跡地に梅の木を植えて観月台を設置したことに始まる。大正初年には大阪の実業家と大軌の奨弘会によって、昭和初期には神苑保勝会によって整備・拡張された[12]。
- 神津嶽本宮 - 当社の創祀地と伝える地（北緯34度40分4.56秒 東経135度39分25.78秒 / 北緯34.6679333度 東経135.6571611度）、現境内の東方山上に所在する。かつては禁足地であったが、1981年（昭和56年）に石碑が、1993年（平成5年）に石祠が建てられて現在に至っている[14]。

二の鳥居から参道を西に約800メートル下った先の東高野街道沿いには、一の鳥居（北緯34度40分7.64秒 東経135度38分29.39秒 / 北緯34.6687889度 東経135.6414972度）が建てられている。正面奥には神津嶽を仰望し、神社までの参道は「松の馬場」と称される。付近の石燈籠はかつて鳥居の中央部に建てられていたもので、東大阪市内では最も古く貞享2年（1685年）の銘を有する。また一の鳥居と松の馬場は安永5年（1776年）の『河内国細見図』にも描かれている。

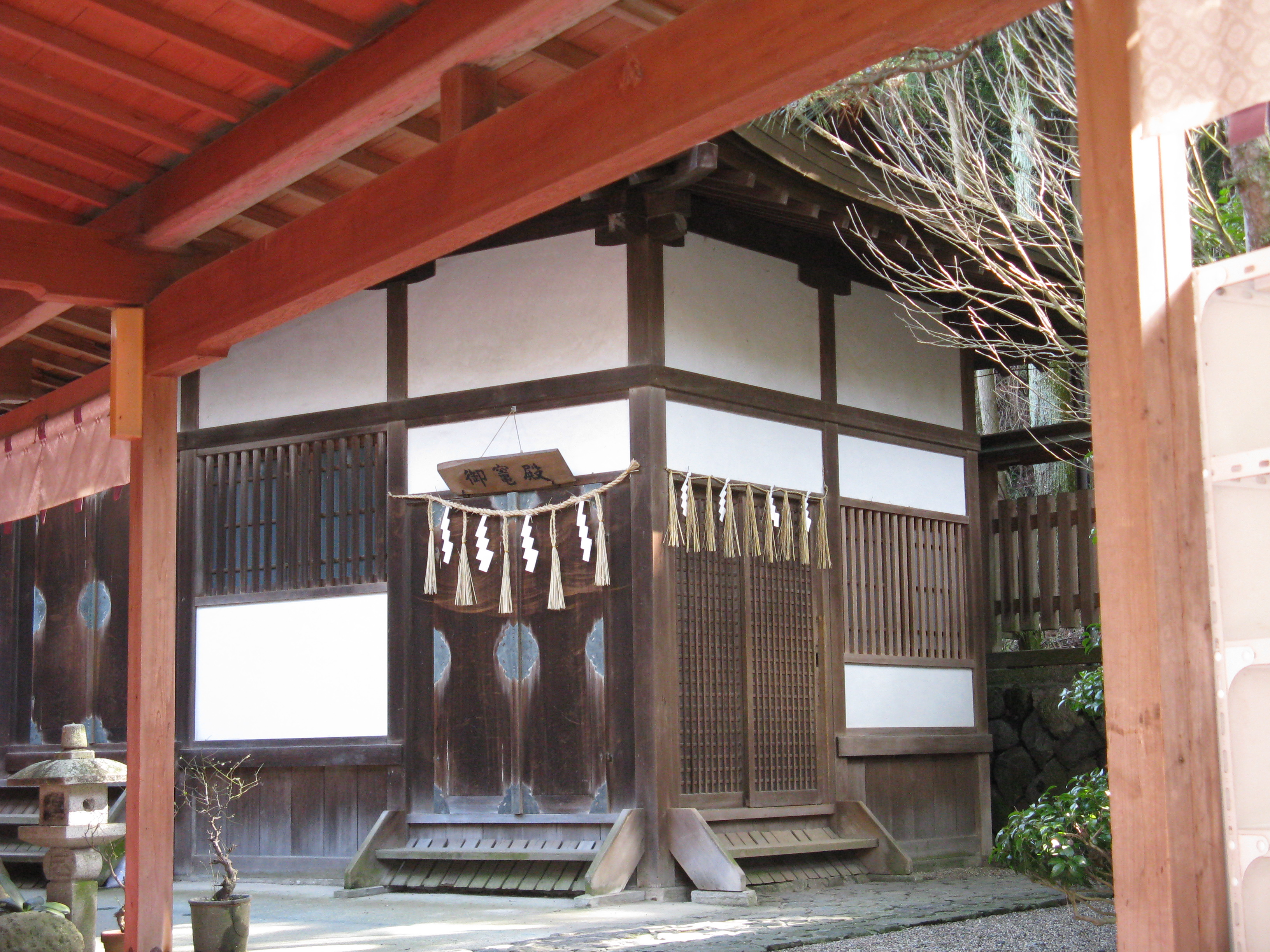
御竃殿
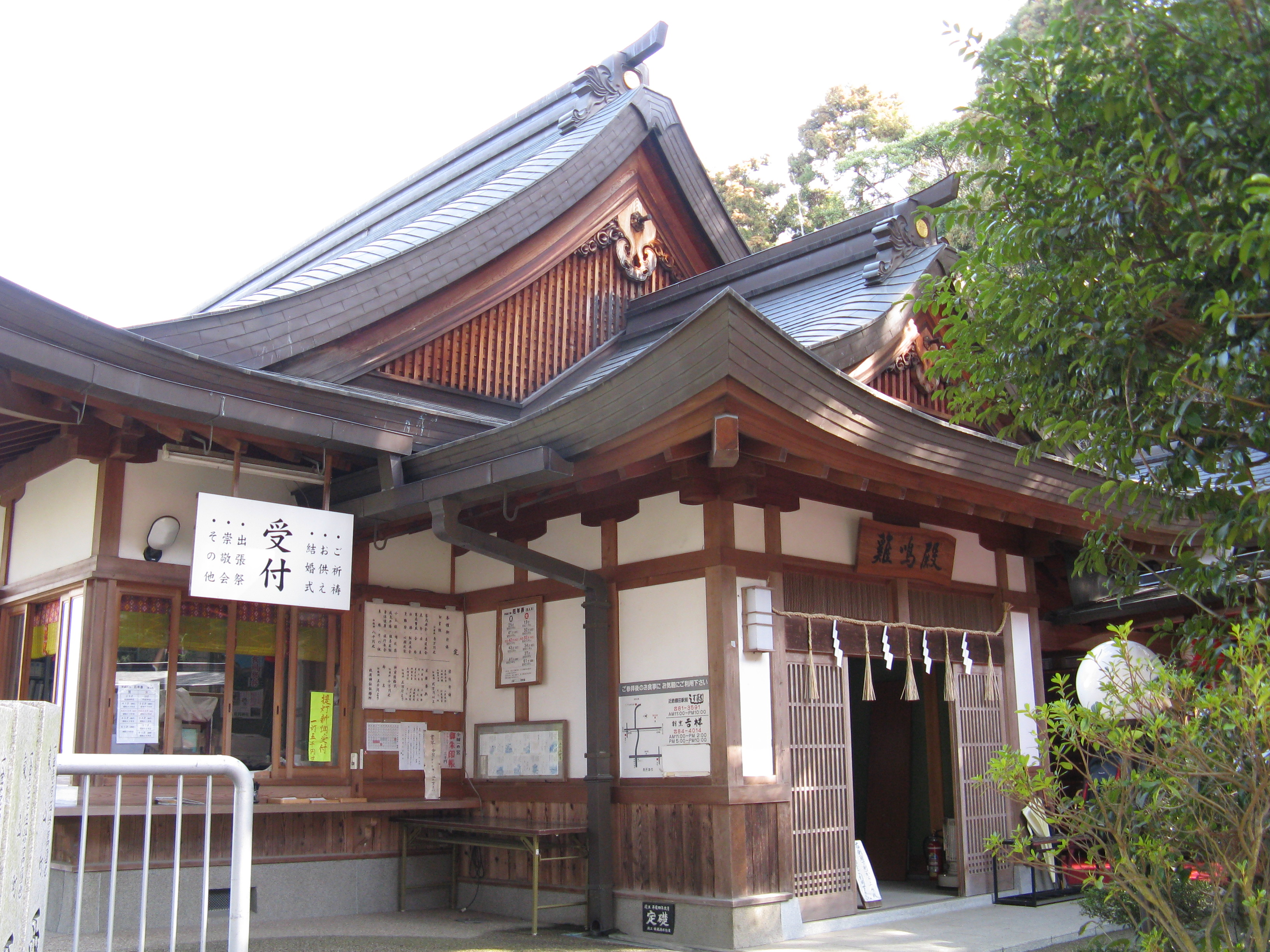
鶏鳴殿
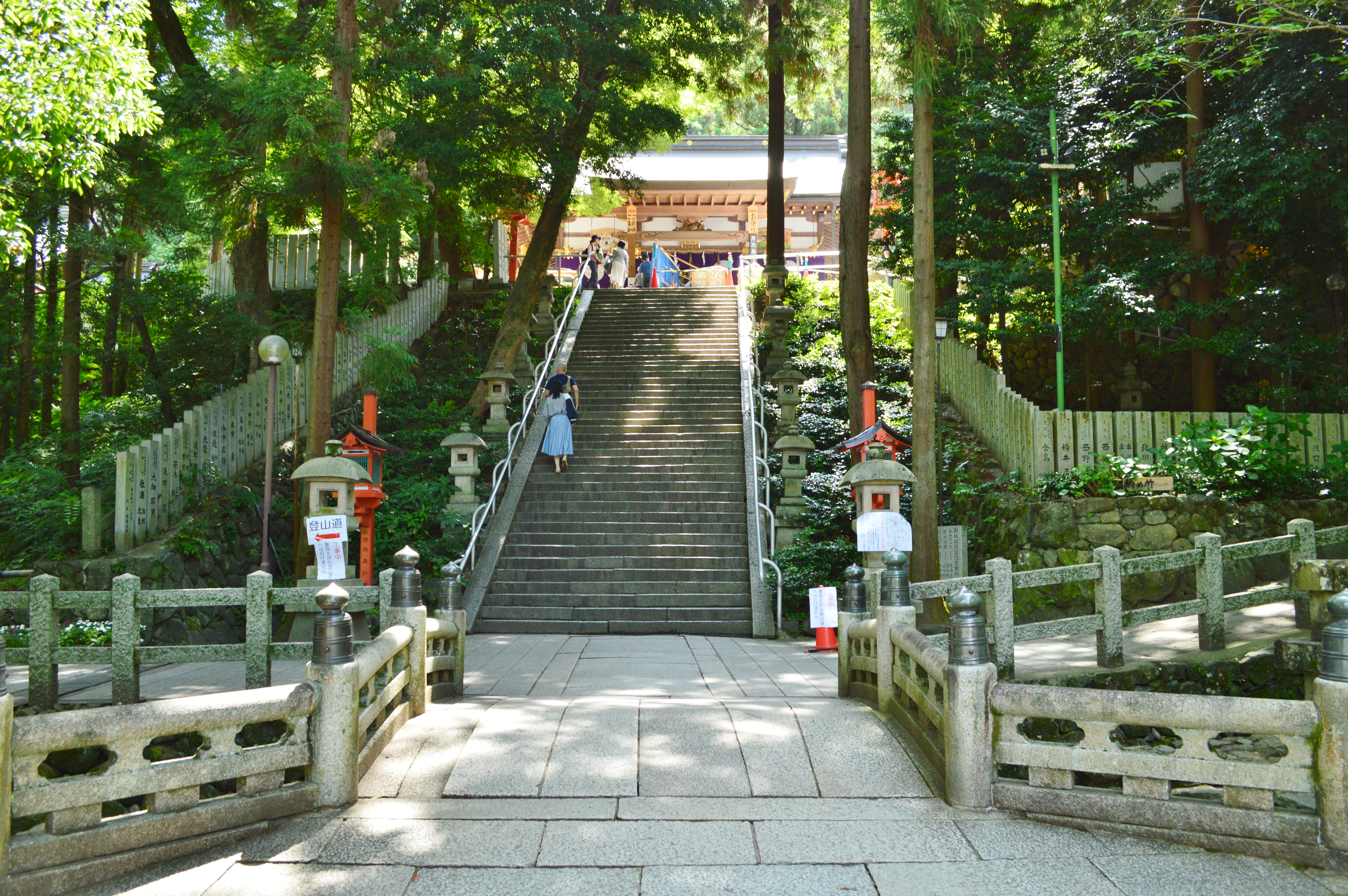
参道
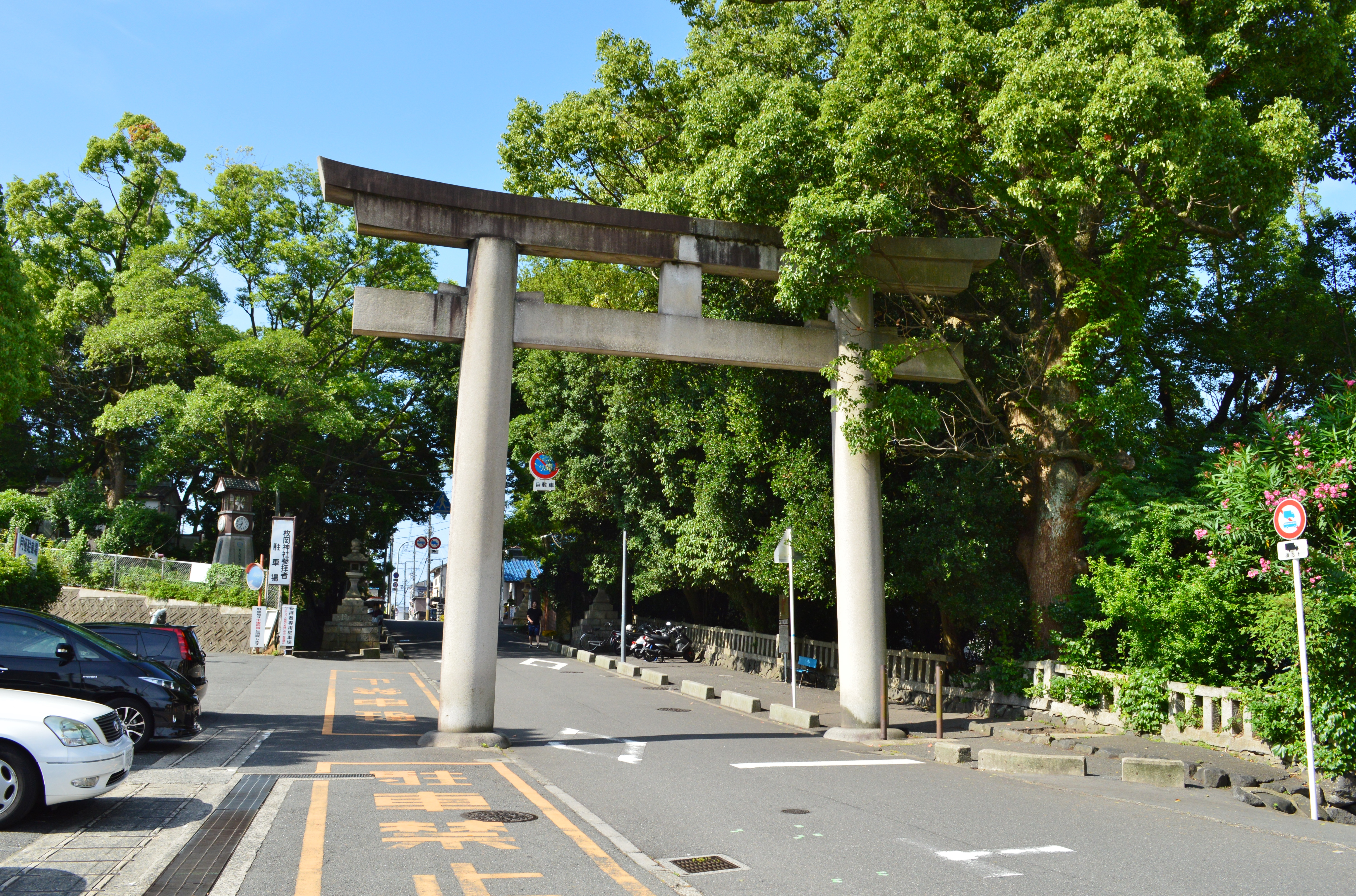
石鳥居
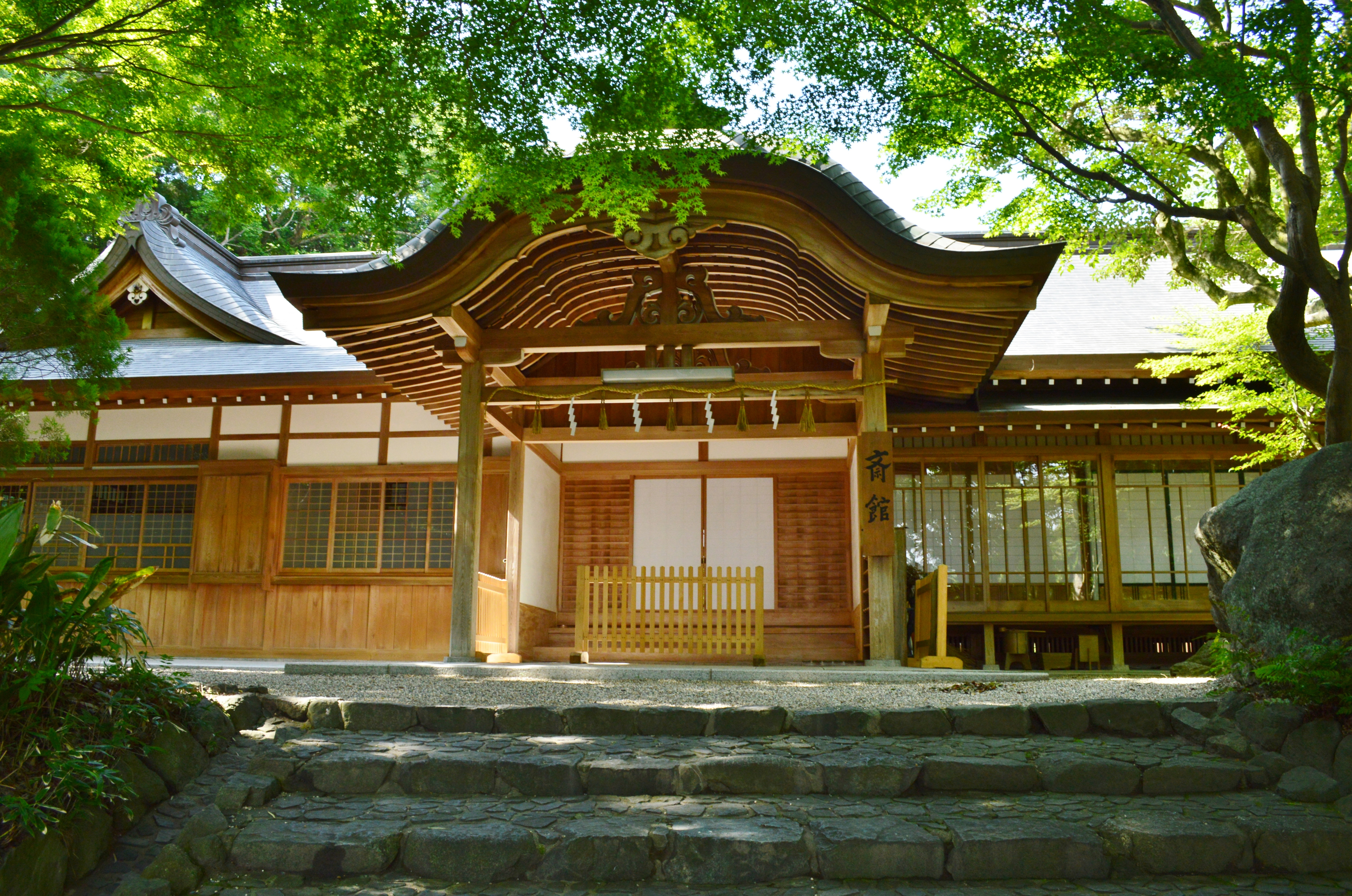
斎館（旧社務所）
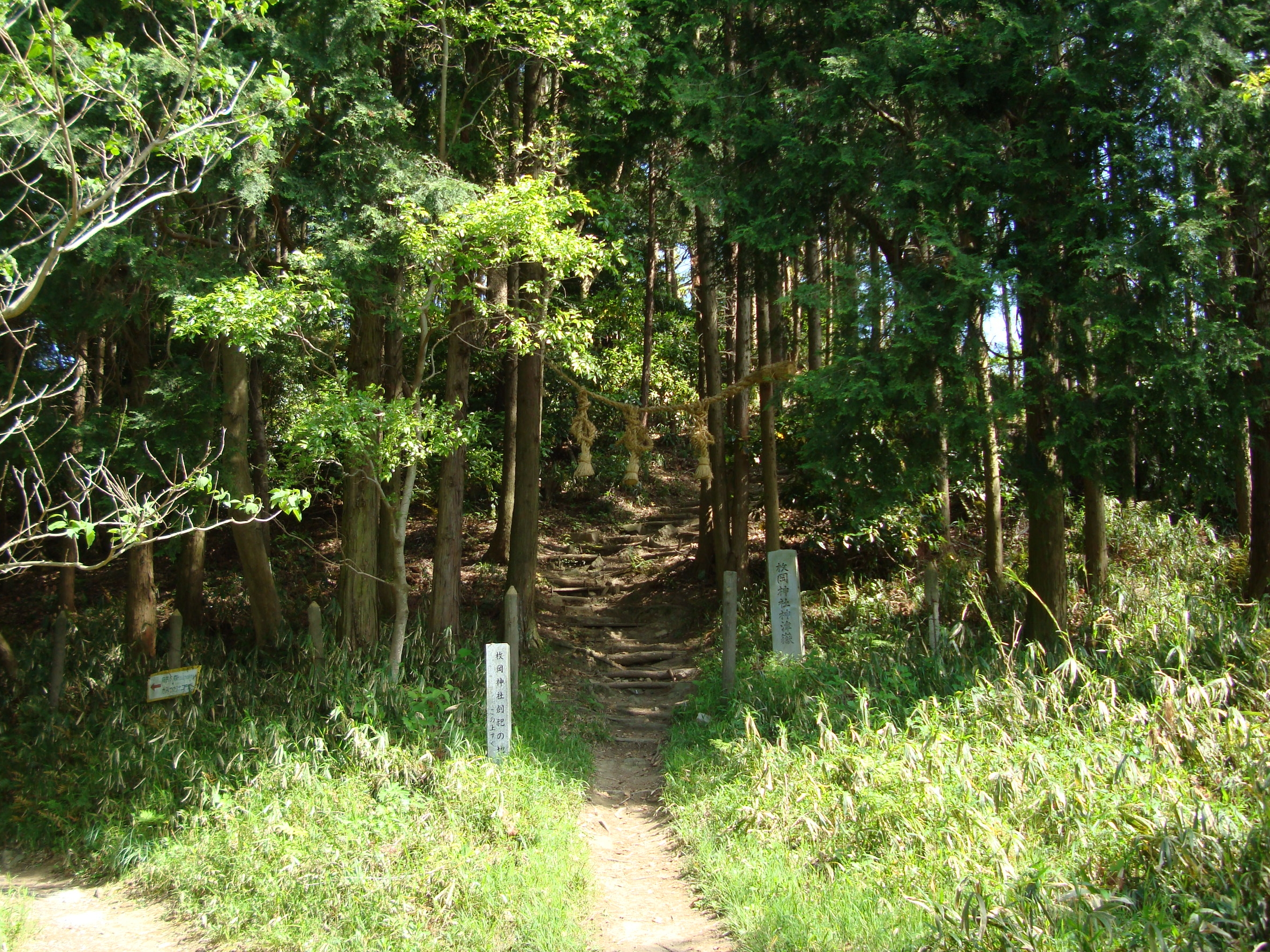
神津嶽入口
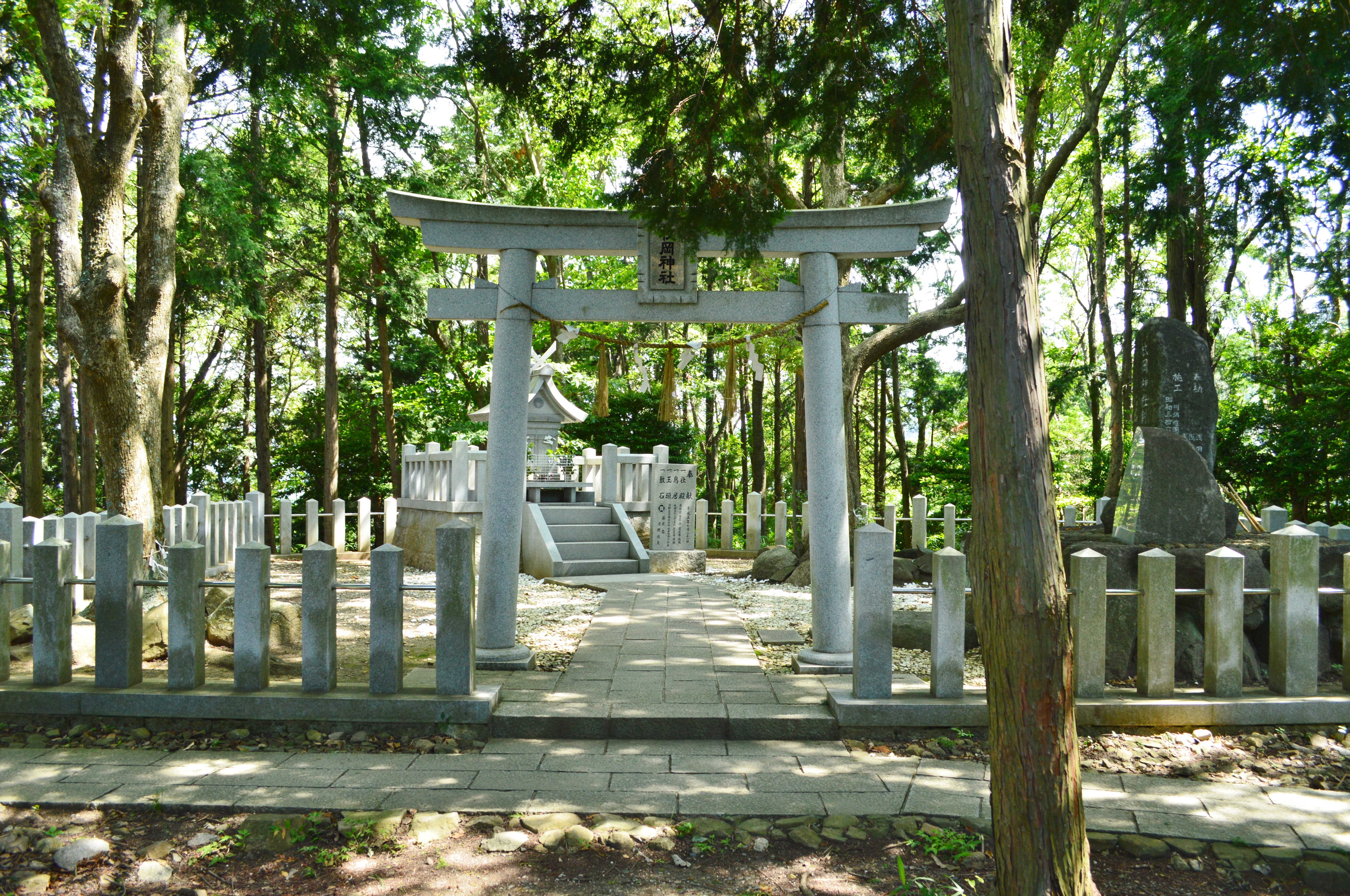
神津嶽本宮
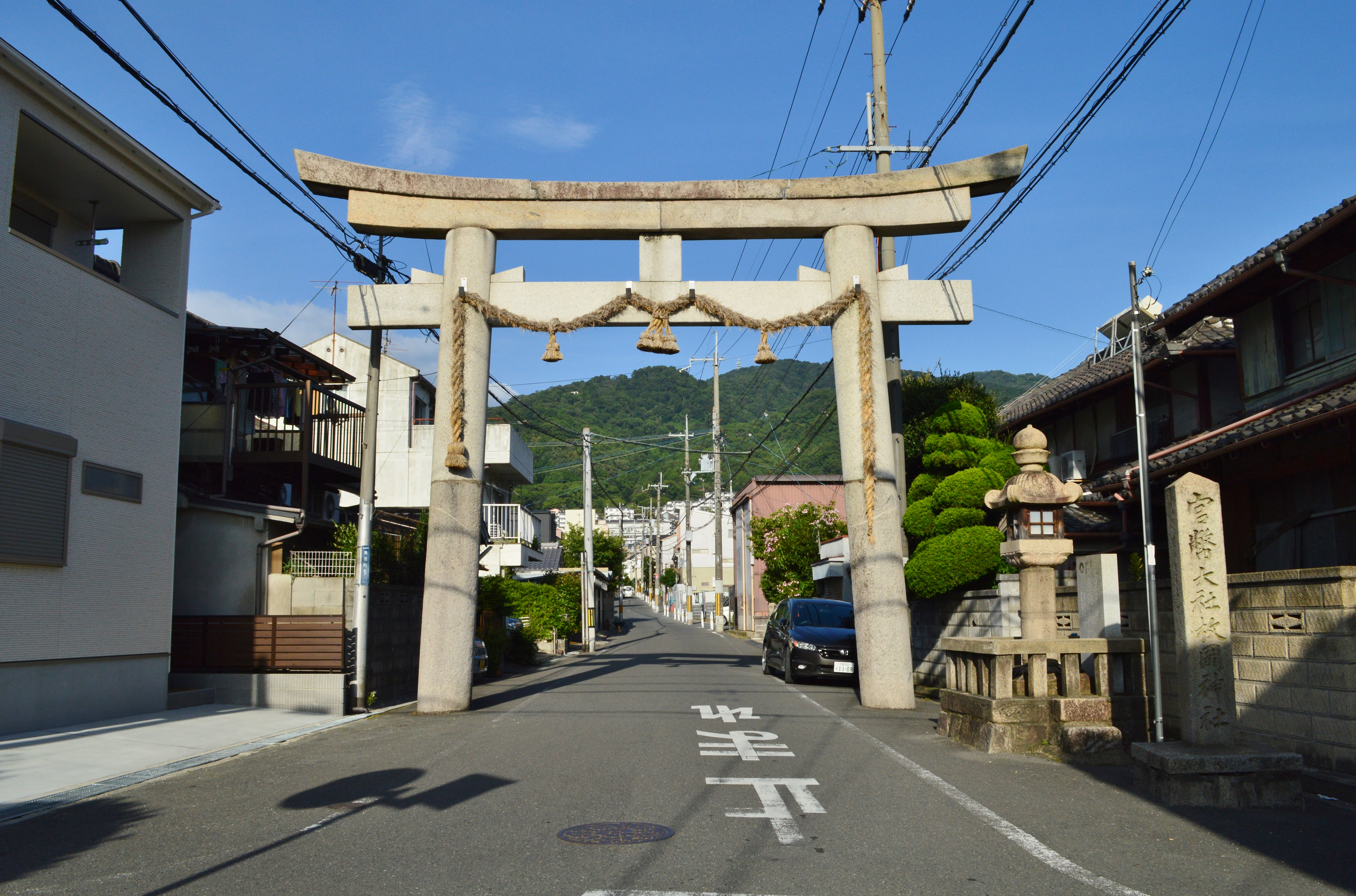
一の鳥居 後背に神津嶽を望む。

## 摂末社

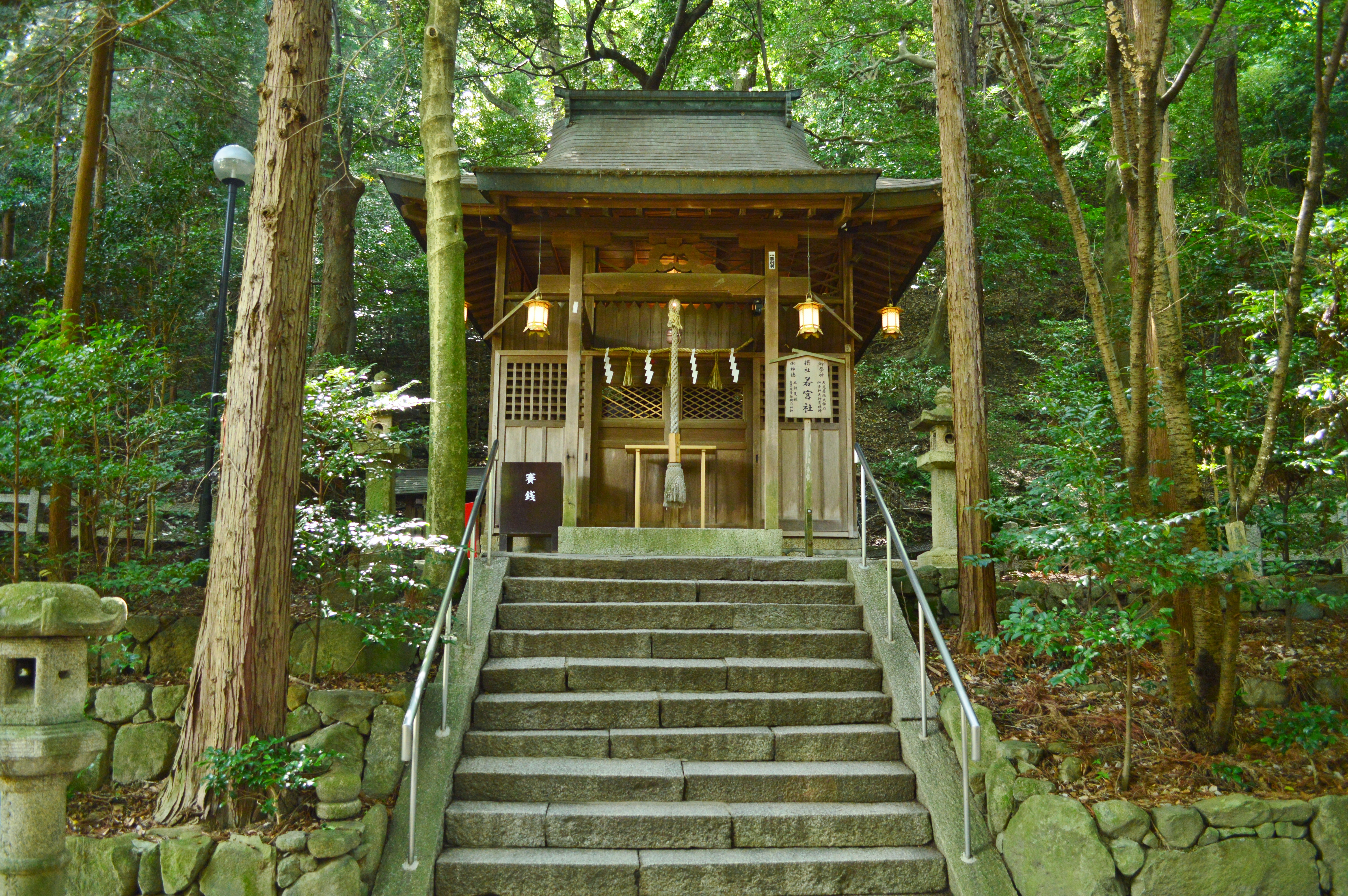
若宮社

摂末社は、摂社1社・末社1社の計2社（いずれも境内社）。
摂社
- 若宮社
  - 祭神：天押雲根命
  - 例祭：12月17日

祭神の天押雲根命（アメノオシクモネ）は、天児屋根命の御子神。春日大社等においても若宮として祀られる[16]。『古事記』・『日本書紀』等には見えないが、『中臣寿詞』では天の二上に登って皇御孫尊の御膳水をとったとする伝承が記述される[16][14]。社殿奥には「出雲井」と称される井戸がある（一説に出雲井町の地名の由来）[14]。

末社
- 天神地祇社
  - 祭神：天津神・国津神
  - 例祭：3月25日

1872年（明治5年）の神社整理に際して、境内19末社[14]（または15末社[6]）および近村の神社20余社[6]を合祀した神社。一部はその後に合祀を取り消して復祀されている[6]。

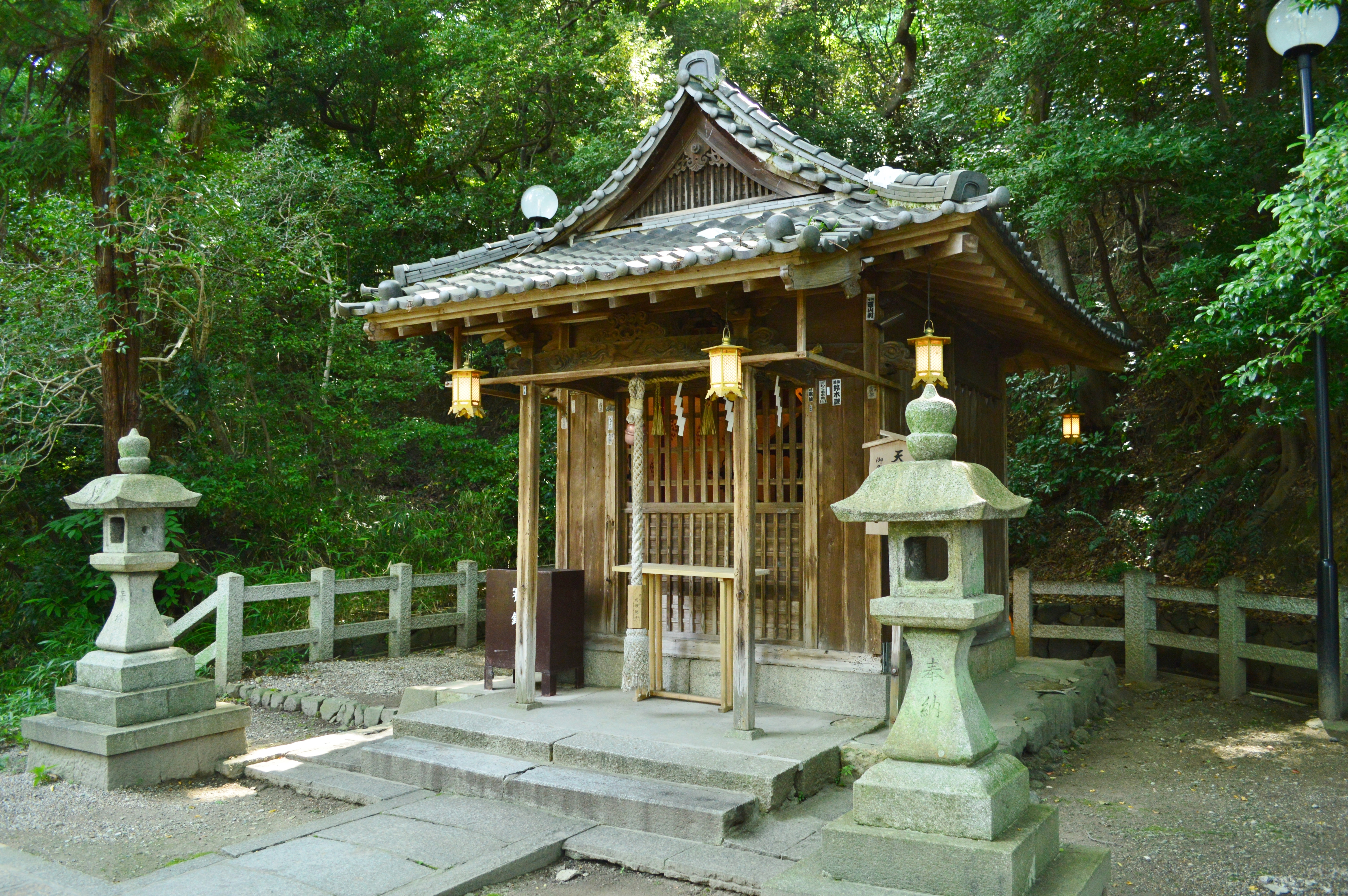
天神地祇社

## 祭事

### 年間祭事
枚岡神社で年間に行われる祭事の一覧。
- 毎月
  - お一日祭（月次祭）（毎月1日） - 1月・2月・3月を除く。小祭式。
- 1月
  - 歳旦祭（1月1日） - 中祭式。
  - 二日祭（1月2日） - 小祭式。
  - 元始祭（1月3日） - 中祭式。
  - 粥占神事（1月11日） - 特殊神事。大阪府選択無形民俗文化財。
  - 粥占奉賽祭（1月15日） - 中祭式。
- 2月
  - 例祭（2月1日） - 大祭式。
  - 節分祭（節分の日） - 小祭式。
  - 紀元祭（2月11日） - 中祭式。
  - 祈年祭（2月17日） - 大祭式。
- 3月
  - 梅花祭（3月1日） - 小祭式。
  - 春分祭（春分の日） - 遥拝式。
  - 末社天神地祇社例祭（3月25日） - 中祭式。
- 4月
  - 桜花祭（4月3日） - 小祭式。
- 5月
  - 感謝祭（5月4日） - 小祭式。
  - 小太鼓まつり（5月5日） - 神賑行事。
  - 平國祭（5月21日） - 小祭式。
- 6月
  - 夏越大祓（6月30日） - 大祭式。
- 8月
  - 平和祈念祭（8月15日） - 小祭式。
  - 枚岡燈明祭（8月第4日曜日） - 小祭式。
  - 風鎮祈願祭（8月25日） - 小祭式。
- 9月
  - 健康長寿祈願祭（敬老の日） - 小祭式。
  - 神津嶽本宮例祭（9月16日） - 中祭式。
  - 秋分祭（秋分の日） - 遥拝式。
  - 風鎮奉賽祭（9月25日） - 小祭式。
- 10月
  - 秋郷祭宵宮祭（10月14日） - 小祭式。
  - 秋郷祭（10月15日） - 大祭式。
  - 神嘗祭当日祭（10月17日） - 中祭式。
- 11月
  - 明治祭（11月3日） - 中祭式。
  - 新嘗祭（11月23日） - 大祭式。
  - 七五三行事（11月中）
- 12月
  - 上申祭（初申日） - 小祭式。
  - 摂社若宮社例祭（12月17日） - 中祭式。
  - 天長祭（12月23日）
  - 注連縄掛神事（お笑い神事）（12月23日） - 特殊神事。東大阪市指定無形民俗文化財。
  - 師走大祓（12月31日） - 大祭式。
  - 除夜祭（12月31日） - 小祭式。

### 特殊神事
粥占神事
「かゆうらしんじ」。1月11日。
小正月の年占い神事。かつては1月15日に行われたが、現在は1月11日に斎行されて15日に結果が発表される（粥占奉賽祭）。神事では、米5枡・小豆3枡を大釜で炊き、その中に占竹53本1束を吊り下げて入れ、竹の中に入った小豆粥の状態でその年の豊作を占う。また黒樫の占木12本（閏年は13本）を竈に入れて、木の焦げ具合で晴雨を占う。『河内鑑名所記』にも神事の様子が記述される。大阪府選択無形民俗文化財に選択されている。
注連縄掛神事（お笑い神事）
「しめかけしんじ」。12月23日。
笑いにより春を誘う神事。かつては粥占神事に先立つ1月8日に行われた。神事では、石段下の注連縄柱に大きな注連縄を掛け渡し、その下で神職と氏子総代が春の到来を念じて高笑いを行う。東大阪市指定無形民俗文化財に指定されている。

## 文化財

### 大阪府選択無形民俗文化財
- 枚岡神社の粥占神事（附：平岡神社御粥引付日記 1巻） - 1978年（昭和53年）8月4日選択[12][18]。

### 東大阪市指定文化財
- 有形文化財
  - 本殿 4棟（建造物）
江戸時代、文政9年（1826年）の造営。1974年（昭和49年）3月25日指定、1995年（平成7年）5月11日に本殿銅製釣燈篭8基を追加指定[12][18]。
  - 枚岡神社銅製擬宝珠（工芸品）
江戸時代初期、慶長7年（1602年）の作。豊臣秀頼が寄進した木橋の擬宝珠である。高さ36.5センチメートルを測り、胴に銘文が刻まれている。1974年（昭和49年）3月25日指定[12][18]。
  - 枚岡神社銅製釣燈籠（工芸品）
江戸時代初期、慶長8年（1603年）の作。豊臣秀頼の寄進。六角形で高さ48.5センチメートルを測り、火袋の柱4面に銘文が刻まれている。1974年（昭和49年）3月25日指定[12][18]。
  - 絹本著色枚岡神社絵図（絵画）
江戸時代、明暦2年（1656年）の狩野八郎兵衛による作。縦196.5センチメートル・幅88.5センチメートル。画面左下に作画経緯の記載があり、それによれば明暦2年当時に荒廃状態となる以前の境内の様子を描いた絵図とされる。1974年（昭和49年）3月25日指定[12][18]。
- 無形民俗文化財
  - 枚岡神社注連縄掛神事 - 1974年（昭和49年）3月25日指定[12][18]。
- 名勝
  - 枚岡梅林 - 1974年（昭和49年）3月25日指定[12][18]。

### その他
かつて境内のビャクシンが1938年（昭和13年）に大阪府指定天然記念物に指定されていたが、1961年（昭和36年）の第2室戸台風で損傷し、昭和40年代に伐採されている。

## 前後の札所
神仏霊場巡拝の道
59 葛井寺　-　60 枚岡神社　-　61 四條畷神社

## 現地情報
所在地
- 大阪府東大阪市出雲井町7番16号

交通アクセス
- 鉄道：近畿日本鉄道（近鉄）奈良線 枚岡駅（徒歩すぐ）